# Numídia (província romana)

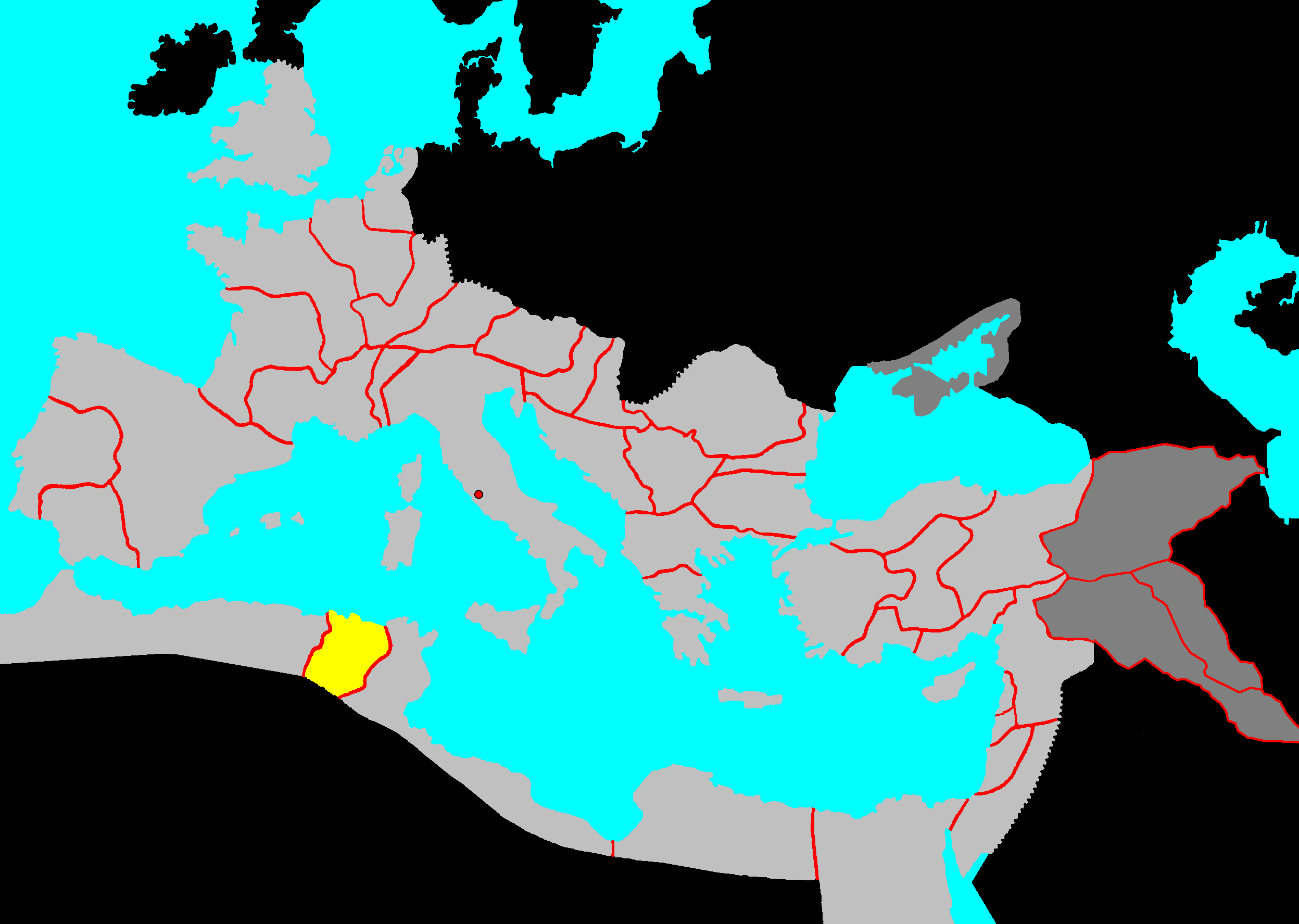
Província de Numídia

La província romana de Numídia va ser una província establerta per l'annexió del Regne de Numídia l'any 46 aC, quan a la mort del rei Juba I Juli Cèsar el va posar sota un govern romà. Es va crear una província que englobava tota la zona oriental, anomenada en un principi Africa Nova, que Cèsar va posar en mans de l'historiador Sal·lusti amb el càrrec de governador. La part occidental de Numídia es va incorporar a la província romana després de la mort del seu rei Arabió, potser l'any 40 aC.
Posteriorment la província, excepte la part occidental, l'emperador August la va unir a l'anomenada Africa Vetus l'any 25 aC, i va crear la província d'Africa Proconsularis, ja que la governava un procònsol. Durant un breu període, de l'any 30 aC al 25 aC, Juba II, fill de Juba I, va governar com a rei client de Roma el territori de l'antiga província d'Africa Nova. L'any 25 aquest efímer regne de Numídia li va ser bescanviat pel regne de Mauritània i es va restablir l'administració provincial.
L'any 40 Calígula va establir un govern a la part occidental de l'Africa Proconsularis coordinat d'un procònsol i un legat amb residència a Cirta, que s'havia convertit en colònia romana. Era de fet una província separada, encara que el legat depenia nominalment del procònsol d'Àfrica almenys fins al 203. La província tenia estacionada la Legió III Augusta i més tard s'hi va afegir la Legió I Macriana Liberatrix, que protegien la regió dels atacs dels maures.
Després de l'any 193, sota Septimi Sever, Numídia es va separar oficialment de la província romana d'Àfrica i era governada per un legat propraetore. Dioclecià, quan va organitzar la tetrarquia, va dividir la província en dues, Numidia Cirtensis, amb capital a Cirta, i Numidia Militiana (Numídia militar), amb capital a la base legionària de Lambaesis. Constantí el Gran va tornar a unificar la província i va posar la capital a Cirta, que va rebatejar amb el nom de Constantina. Al segle iv, Numídia va ser la seu del cisma donatista. L'any 428 els vàndals van envair les províncies africanes, i van constituir el regne vàndal que va durar de l'any 432 al 534, fins que l'Imperi Romà d'Orient va recuperar els territoris i va instaurar la prefectura romana d'Àfrica i l'Exarcat d'Àfrica sota l'emperador Maurici. Els omeies, entre l'any 696 i el 708 van conquerir la regió, que va passar a formar part d'Ifríqiya.
Van ser colònies romanes i ciutats lliures a la província:
- Sicca Veneria
- Thamucadis
- Aphrodisium
- Calcua
- Tabraca
- Tibiga
- Tyridromum
- Tuburnica
- Thevestb
- Medautja
- Ammedera
- Simittu
- Rusicade
- Hippo Regius
- Milevum
- Lambaesa
- Thelepte Lares
- Meden
- Naraggera
- Bul·la Règia (ciutat lliure).